# Temporada 2014-2015 del Liceu
La temporada 2014-2015 del Liceu va suposar el retorn de l'òpera El barber de Sevilla, de Gioachino Rossini, després d'una llarga absència.
El cor va començar sent dirigit per Peter Burian, però posteriorment va ser rellevat per Conxita Garcia. El director titular de l'orquestra del Liceu va seguir sent Josep Pons.
Va continuar amb la producció de David McVicar de La traviata de Verdi, amb la seva habitual posada en escena teatral i alt voltatge dramàtic, que permetia una relectura contemporània. Un melodrama grandiós, amb ambientació de l'època.
La posada en escena de Calixto Bieito –situada a un cementiri de cotxes d'algun lloc al Sud— va defugir el folklorisme associat a la Carmen de Georges Bizet, tot i que utilitzava tòpics i símbols patris per reivindicar la llibertat de la dona en un món masclista.

## Òperes representades
| Temporada 2014-2015 del Liceu |                         |                     |                                | |                                                                                              | |                                                                                                 |
| Òpera                         | Compositor              | Direcció musical    | Direcció d'escena              | Papers principals | Segon repartiment                                                                            | Producció | Dates                                                                                           |
| La traviata                   | Giuseppe Verdi          | Evelino Pidò        | David McVicar                  | Elena Mosuc, Francesco Demuro, Gabriele Viviani, Gemma Coma-Alabert, Jorge Rodríguez-Norton, Toni Marsol, Marc Canturri, Miren Urbieta Vega, Fernando Radó                                                                                         | Ailyn Pérez, Ismael Jordi, Leo Nucci                                                         | Gran Teatre del Liceu, Scottish Opera (Glasgow) i Welsh National Opera (Cardiff) i Teatro Real                                            | 14, 15, 17, 18, 20, 21, 23, 24, 26, 28 i 29 d'octubre i 8, 9, 11, 12, 14, 15, 17 i 18 de juliol |
| Arabella                      | Richard Strauss         | Antoni Ros-Marbà    | Christof Loy                   | Anne Schwanewilms, Ofelia Sala, Alfred Reiter, Doris Soffel, Michael Volle, Will Hartmann, Thomas Piffka, Roger Smeets, Torben Jürgens, Susanne Elmark, Ursula Hesse von den Steinen, Frieder Stricker, Joan Prados, Miquel Rosales, Theodor Rulfs |                                                                                              | Oper Frankfurt | 17, 20, 23, 26 i 29 de novembre                                                                 |
| Maria Stuarda                 | Gaetano Donizetti       | Maurizio Benini     | Patrice Caurier i Moshe Leiser | Joyce DiDonato, Silvia Tro-Santafé, Anna Tobella, Javier Camarena, Vito Priante, Michele Pertusi, Mirco Palazzi | Majella Cullagh, Marianna Pizzolato, Antonio Gandía, Álex Sanmartí                           | Gran Teatre del Liceu, Royal Opera House Covent Garden (Londres), Òpera Nacional Polonesa (Varsòvia) i Théâtre des Champs Elysées (París) | 19, 21, 23, 27, 29 i 30 de desembre i 2, 3, 7, 8 i 10 de gener                                  |
| Una voce in off               | Xavier Montsalvatge     | Pablo González      | Paco Azorín                    | Ángeles Blancas, Vittorio Prato, Antonio Comas |                                                                                              | | 8, 20 i 22 de gener                                                                             |
| La Voix humaine               | Francis Poulenc         | Pablo González      | Paco Azorín                    | María Bayo |                                                                                              | Teatros del Canal | 8, 20 i 22 de gener                                                                             |
| Siegfried                     | Richard Wagner          | Josep Pons          | Robert Carsen                  | Lance Ryan, Peter Bronder, Albert Dohmen, Jochen Schmeckenbecher, Andreas Hörl, Ewa Podlés, Irene Theorin, Cristina Toledo | Stefan Vinke, Gerhard Siegel, Greer Grimsley, Oleg Bryjak, Maria Radner, Catherine Foster    | Bühnen der Stadt Köln (Colònia) | 11, 13, 15, 17, 19, 21 i 23 de març                                                             |
| Tristan und Isolde            | Richard Wagner          | Valeri Guérguiev    | Versió de concert              | Mikhail Petrenko |                                                                                              | Orquestra Simfònica del Teatre Mariinski de Sant Petersburg i Cor del Gran Teatre del Liceu                                               | 18 de març                                                                                      |
| Carmen                        | Georges Bizet           | Patrick Fournillier | Calixto Bieito                 | Béatrice Uria-Monzon, Evelin Novak, Nikolai Schukoff, Massimo Cavalletti, Giovanni Parodi, Àlex Sanmartí, Marc Canturri, Francisco Vas, Núria Vilà, Itxaro Mentxaca                                                                                |                                                                                              | Gran Teatre del Liceu, Teatro Massimo (Palerm), Teatro Regio (Torí) i La Fenice (Venècia)                                                 | 17, 20, 23, 26 i 29 d'abril i 2 de maig                                                         |
| I due Foscari                 | Giuseppe Verdi          | Massimo Zanetti     | Versió de concert              | Plácido Domingo, Ramón Vargas, Liudmila Monastirska, Raymond Aceto, Josep Fadó, Maria Miró |                                                                                              | | 30 d'abril i 3 de maig                                                                          |
| Così fan tutte                | Wolfgang Amadeus Mozart | Massimo Zanetti     | Damiano Michieletto            | Juliane Banse, Maite Beaumont, Joel Prieto, Joan Martín-Royo, Sabina Puertolas, Pietro Spagnoli | Maite Alberola, Gemma Coma-Alabert, David Alegret, Borja Quiza, Anna Tobella, William Berger | Teatro La Fenice (Venècia) | 20, 21, 22, 24, 26, 27, 28, 29 i 30 de maig                                                     |
| Don Pasquale                  | Gaetano Donizetti       | Diego Matheuz       | Laurent Pelly                  | Lorenzo Regazzo, Ailyn Pérez, Juan Francisco Gatell, Mariusz Kwiecien, Marc Pujol | Roberto de Candia, Pretty Yende, Antonino Siragusa, Gabriel Bermúdez                         | Gran Teatre del Liceu, Festival de Santa Fe de Nuevo México i San Francisco Opera                                                         | 16, 17, 18, 19, 20, 21, 22, 25, 26 i 27 de juny                                                 |

## Dansa, concerts i recitals
| Espectacle                                            | Dates               |
| ----------------------------------------------------- | ------------------- |
| Concert Jordi Savall                                  | 16 d'octubre        |
| La Setena / El Emperador (Cicle Beethoven)            | 25 d'octubre        |
| Concert Natalie Dessay (Escenes de Giulio Cesare)     | 22 de novembre      |
| La Novena - Memorial Pau Casals (Cicle Beethoven)     | 27 i 28 de novembre |
| Els pastorets (Albert Guinovart)                      | 20 i 21 de desembre |
| Prova final Concurs "Francesc Viñas"                  | 23 de gener         |
| Concert final Concurs "Francesc Viñas"                | 25 de gener         |
| Recital Andreas Scholl (The Wanderer)                 | 10 de febrer        |
| Semperoper Ballet (Una vetllada amb William Forsythe) | 20 i 21 de febrer   |
| Recital Philippe Jaroussky                            | 25 de març          |
| La Cinquena / Egmont (Cicle Beethoven)                | 27 de març          |
| Ballet Nacional d'Espanya (Sorolla)                   | 23 a 26 de juliol   |